# Compagnie ivoirienne pour le développement des textiles
La Compagnie ivoirienne pour le développement des textiles  (CIDT) est une société d'économie mixte dont le siège se trouve à Bouaké. Elle est chargée de développer la culture du coton en Côte d'Ivoire, où elle joue un rôle de conseiller plutôt que d'encadreur.

## Histoire
À la fin du XIXe siècle, la Côte d'Ivoire connaissait déjà le coton, cultivé en petites quantités avec des rendements très faibles. En 1902, les filateurs français, créèrent une société, l'Association Cotonnière Coloniale (ACC) qui, pour l'Afrique de l'Ouest, s'installa à Bouaké. La production passa de 6 tonnes de coton graine en 1912 à 10 000 tonnes de coton graine en 1965.

Les associations de développement sont apparues en Côte-d'Ivoire au milieu des années 1960, puis ont connu une phase de démarrage et d'expansion rapide dans les années 1968 à 1972 sous la forme de sociétés locales de développement (SLD), régies par la loi 60-315 du 21 septembre 1960 sur les associations
Conçue pour la promotion du développement de la culture du coton et des cultures vivrières en assolement avec le coton, la CIDT a  contribué à réduire en Côte d'Ivoire les disparités économiques et sociales entre les revenus des paysans des régions forestières et de ceux des savanes. En étant propriétaire de la CIDT, la Côte-d'Ivoire a en 1974 pris véritablement en main la production du coton dans le nord du pays, la zone de savanes.
La CIDT traite avec les groupements a vocation coopérative de Côte d'Ivoire, qui se sont multipliés dans les années 1960, et entretient des agents et des conseillers, qui fournissent les engrais et les outils, achetés en gros. Dès 1973, afin d'assurer l'entretien du matériel de culture attelée, la CIDT, ou plutôt son ancêtre, la CFDT, formait déjà des forgerons.
Cinq ans après sa création à partir de 1979, un programme volontariste de motorisation a été conduit par la CIDT à travers l'expérience « motorisation intermédiaire », soit des petites motorisations pour les paysans, de 25 à 35 cv[réf. incomplète]. Ce programme s'est heurté cependant à la flambée des cours de l'essence sur les marchés mondiaux. 
En 1986, les cours mondiaux du coton chutent et la CIDT sollicite un prêt pour financer un programme d'investissement destiné à développer le tissage.  Confrontée aux arbitrages opérés par les paysans et accusée de contribuer à la surproduction, elle modifie son périmètre: en 1987/88 les activités de production par la CIDT des semences vivrières ont été confiées à l'Office des Semences
En 1989, la CIDT baissa de 105 à 100 francs CFA les prix à l'achat de coton de seconde qualité, ce qui suscita des mouvements sociaux. Les rendements à l'hectare sont ensuite tombés à leurs plus bas niveaux enregistrés par la CIDT depuis 1975, c'est-à-dire la création de la société. Les syndicats de paysans réagirent par la création d'une société concurrente.
Cette situation entraîna une restructuration pilotée par le Fonds monétaire international deux ans plus tard en 1991. La phase de privatisation de cette filière en Côte d'Ivoire a démarré en 1996 et s'est achevée en septembre 1998 par la privatisation partielle de la CIDT
; la nouvelle CIDT née de la libéralisation de la filière, est détenue à 70 % par l'État ivoirien et à 30 % par la Compagnie française du développement des textiles (CFDT). La CIDT a ensuite été pénalisée par la partition du pays consécutive aux conflits avec les rebelles de Guillaume Soro, depuis septembre 2002. 
Dotée d'une capacité annuelle d'égrenage de coton d'environ 120 000 tonnes de coton-graine, la CIDT n'avait traité pour la campagne 2007-2008 que 26 000 tonnes de coton-graine, ce qui s'est traduit par des pertes venant consommer les fonds propres, passés de 17 milliards de francs CFA en 2002 à 3 milliards de francs CFA, fin 2007, pour des dettes estimées à 29 milliards de francs CFA.
La CIDT a été précédée en Côte d'Ivoire, jusqu'en 1974, par la Compagnie Française pour le Développement des Textiles (CFDT). Une quinzaine d'années après les indépendance de 1960, la plupart des pays transformèrent ses filiales en sociétés cotonnières, sur le modèle de sociétés d’économie mixte où la CFDT restait actionnaire: la Sodecoton au Cameroun, la Compagnie ivoirienne pour le développement des textiles (C.I.D.T) en Côte d'Ivoire, la Compagnie malienne pour le développement du textile au Mali, la CotonTchad au Tchad, la Société centrafricaine de développement agricole (Socada) en République centrafricaine, la Société togolaise du coton (Sotoco) au Togo, la Sodefitex au Sénégal, la Société nationale pour la promotion agricole (Sonapra) au Bénin et la Société Burkinabè des Fibres Textiles (Sofitex) en Haute-Volta.
La production de coton de la zone franc, en tonnes (sources : Compagnie Française pour le Développement des Textiles/Dagris)
| Année      | 1950   | 1960   | 1980        | 1990      | 2000       | 2004         | 2008        |
| Production | 100000 | 200000 | 1/2 million | 1 million | 2 millions | 2,6 millions | 1,3 million |